# Front populaire démocratique ahwazi
Le Front populaire démocratique ahvazi (FPDA) est un groupe séparatiste arabe réclamant l'autodétermination du Khouzistan.

## Histoire

### Idéologie et objectifs
Le Front populaire démocratique ahwazi se définit comme « une organisation nationaliste luttant pour recouvrer les droits du peuple arabe d’Ahvaz sur la base des lois et normes internationales, notamment en ce qui concerne les droits des peuples sous domination coloniale et étrangère, à l’autodétermination, à la liberté et à l’indépendance ». Selon L'Orient-Le Jour : « Parmi les revendications prioritaires du FPDA figure le droit à l’autodétermination, à la justice, à un mode de vie démocratique avec, d’une part, une politique d’éducation populaire et, d’autre part, des actes en faveur des droits des femmes ».

### Actions
Le mouvement est fondé en 1997. En 2018, le groupe est basé à Londres. Il en Iran des attaques d'ampleur limitée, comme des attentats à la bombe, des attaques contre des antennes de la gendarmerie et des sabotages d'oléoducs. En septembre 2018, il est accusé par le gouvernement iranien d'être responsable de l'attentat d'Ahvaz, mais le FPDA dément être impliqué. 

### Soutiens
Le FPDA, ainsi que d'autres groupes séparatistes arabes, bénéficient d'un soutien financier et logistique en provenance du monde arabe et surtout de l'Arabie saoudite.